# Amarapura
Amarapura (Birmanisch: ဒခမရပူရ - Pali: Stadt der Unsterblichen) ist eine Stadt 11 Kilometer südlich von Mandalay in Myanmar. Sie hat rund 23.200 Einwohner. Administrativ gehört die Stadt zur Mandalay-Division. Amarapura kann als kleiner schnell wachsender Vorort von Mandalay bezeichnet werden.

## Geschichte
Amarapura liegt südlich von Mandalay zwischen dem Fluss Irawadi und dem Taungthaman-See. Der Ort wurde 1781 unter König Bodawpaya zur Königshauptstadt, nachdem Sagaing und Innwa aufgegeben worden waren. In der Zeit von 1823 bis 1841 verlor Amarapura diesen Status wieder an Innwa, wurde unter König Mindon jedoch erneut zur Hauptstadt, bis 1857 dann Mandalay endgültig den Status als Hauptstadt des Reiches zugesprochen bekam.

## Sehenswürdigkeiten
- U-Bein-Brücke: Sie ist mit 1200 Meter die längste Teakholzbrücke der Welt. In der Regenzeit liegt der Pegel des Wassers kurz unter den Laufplanken der Brücke.
- Königspalast: Vom Palast selbst sind nur noch Ruinen übrig. Einige Gebäude des Palastgeländes, wie die Pagoden und der Turm, stehen noch.
- Patodawgyi-Pagode: Diese Pagode mit einem ca. 50 m hohen Stupa stammt aus dem Jahre 1820.
- Kyauktawgyi-Pagode
- Mahagandayon-Kloster
- Bagaya Kyaung: Ein von König Mindon gegründetes, vollständig aus Holz errichtetes Kloster
- Kwa-Yen-Tempel

## Galerie

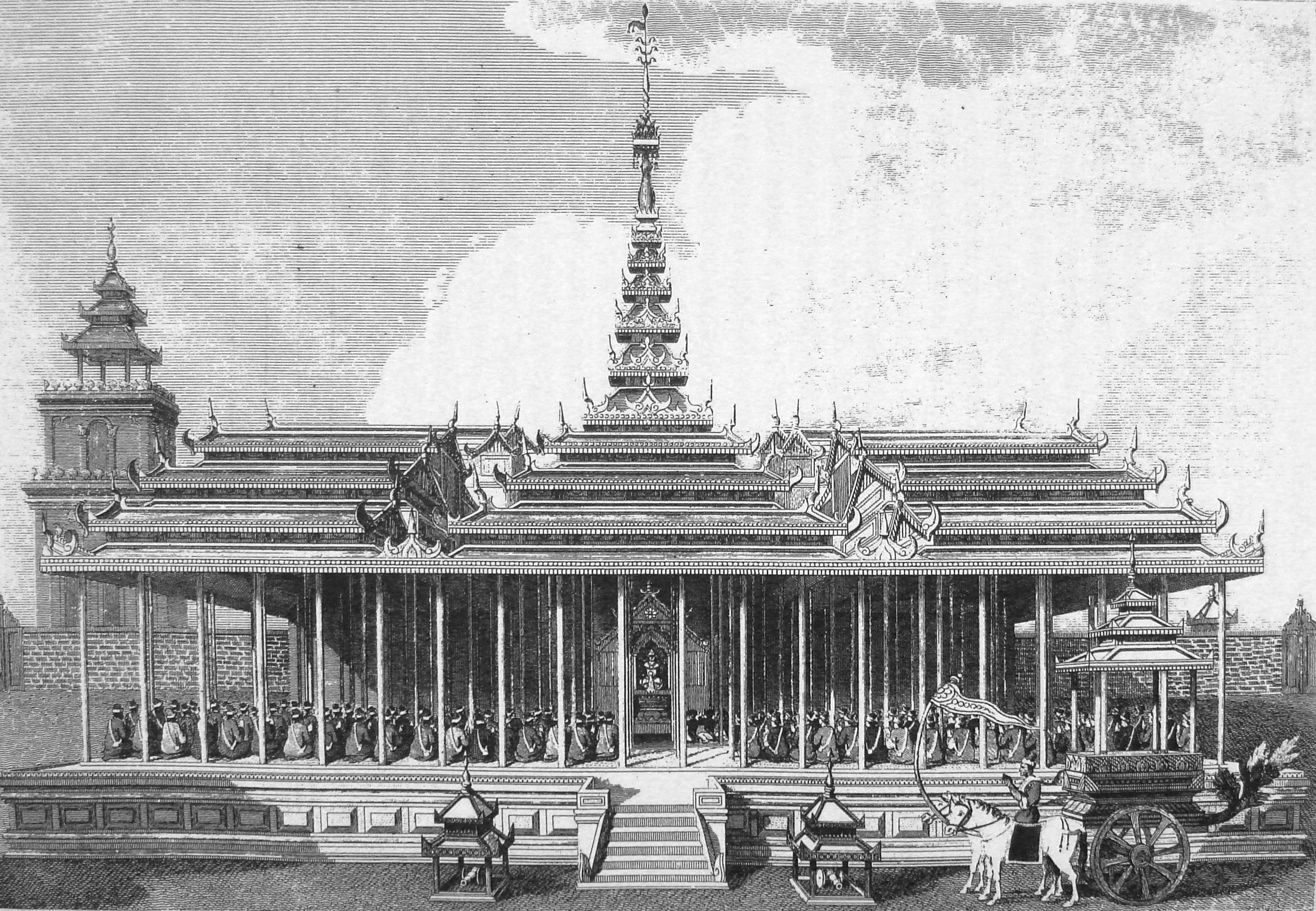
Palast um 1795
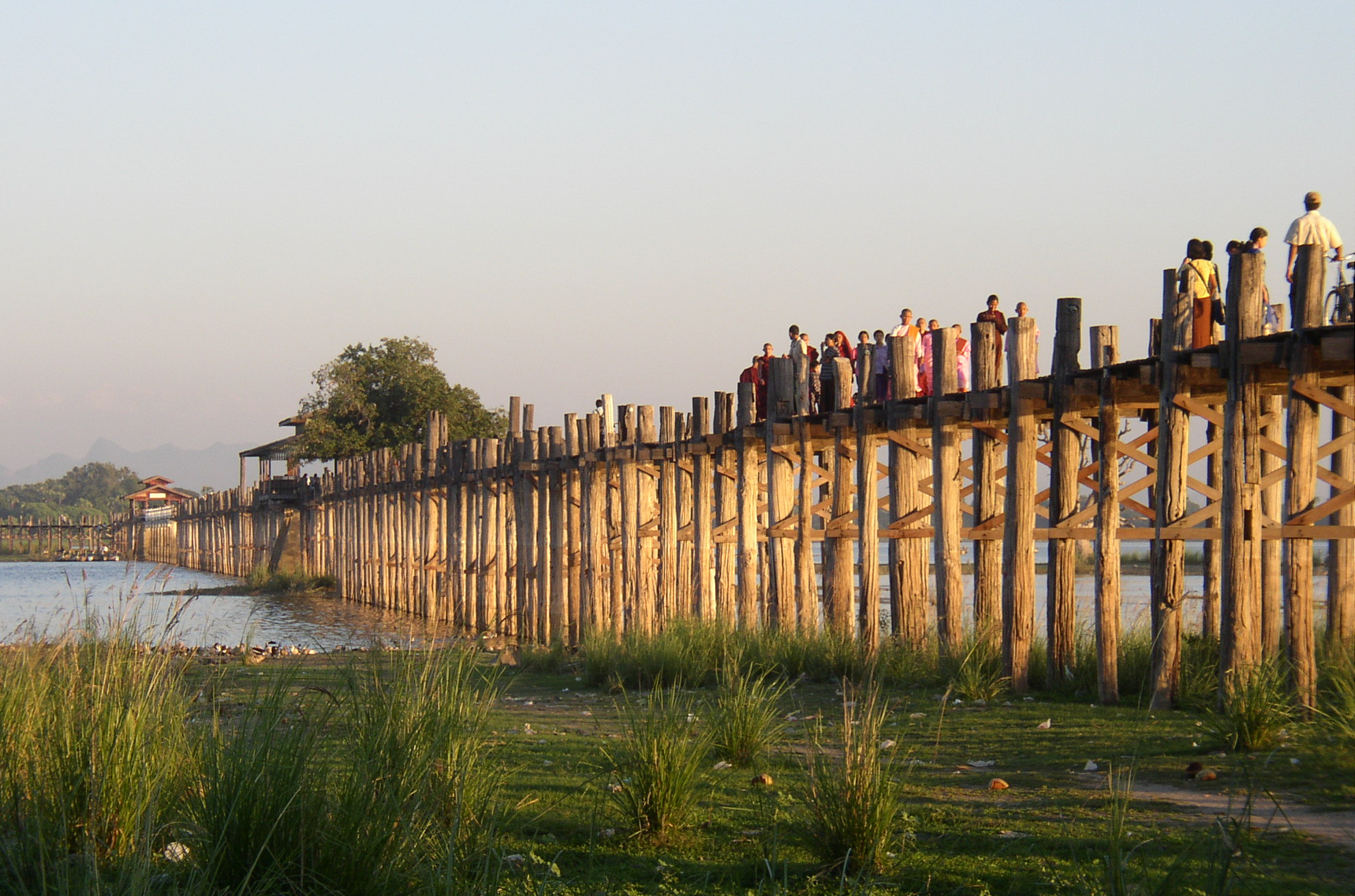
U-Bein-Brücke in Amarapura
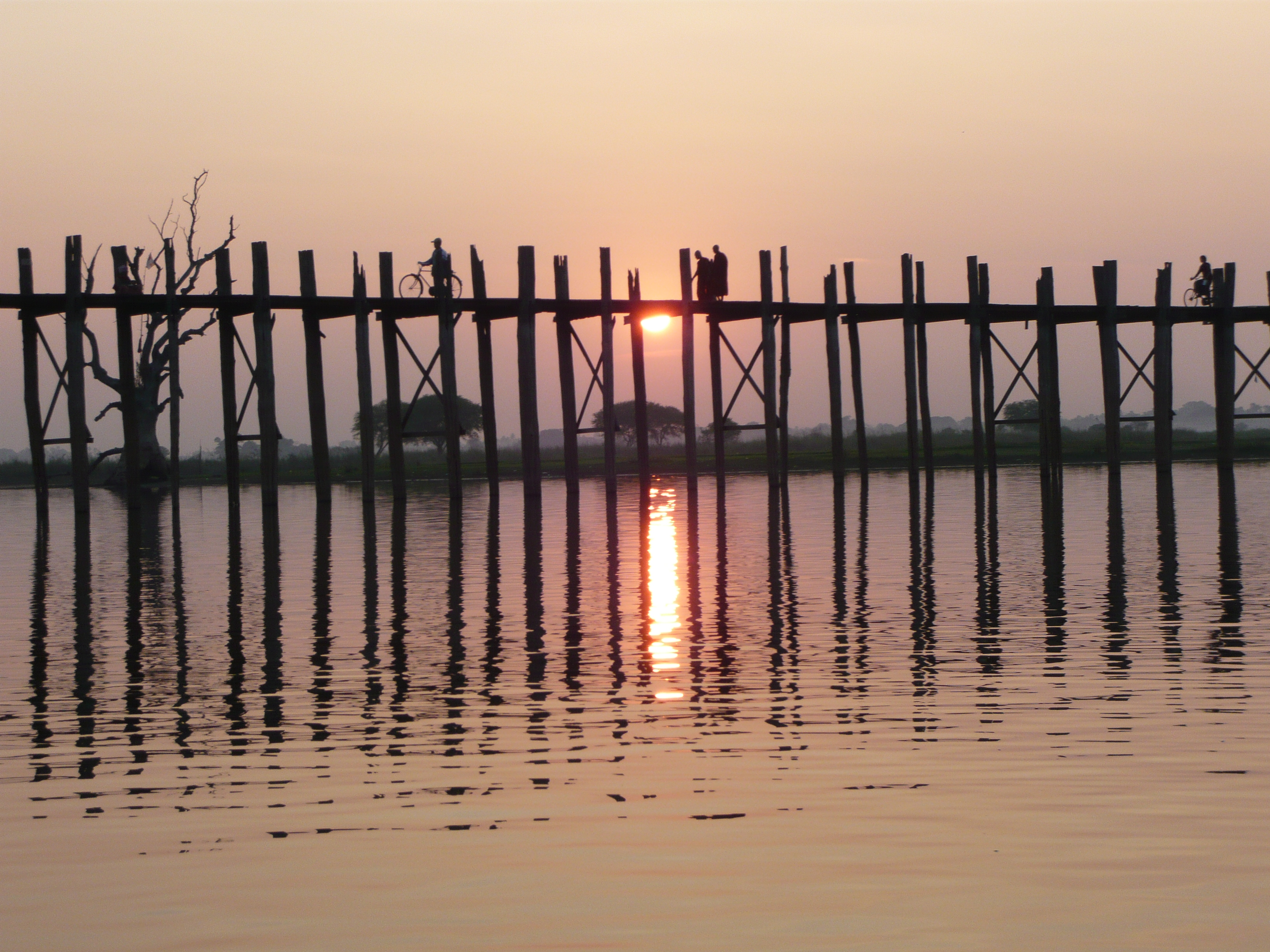
Mönche überqueren bei Sonnenuntergang die U-Bein-Brücke
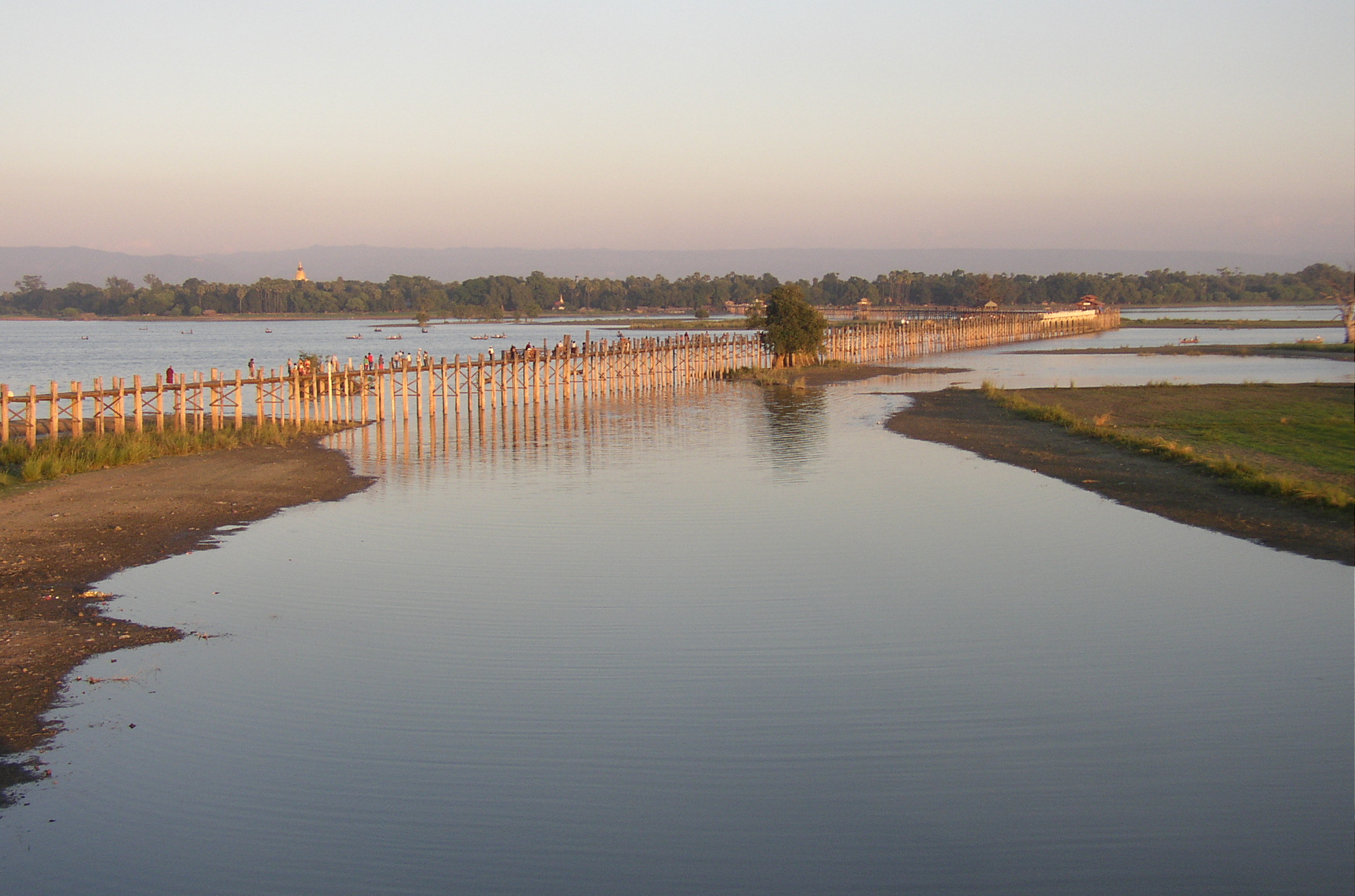
U-Bein-Brücke über den Taungthaman See
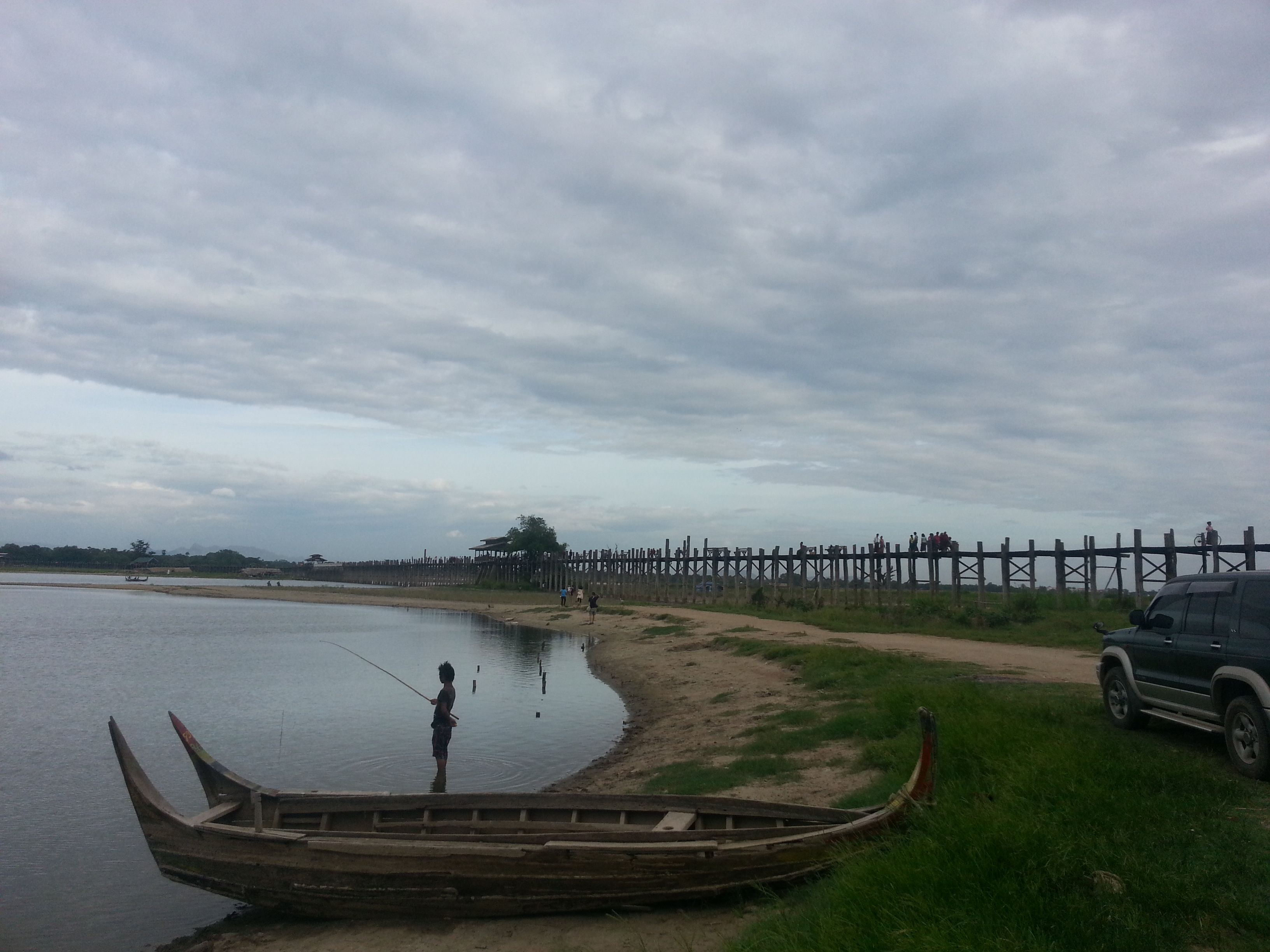
U-Bein-Brücke
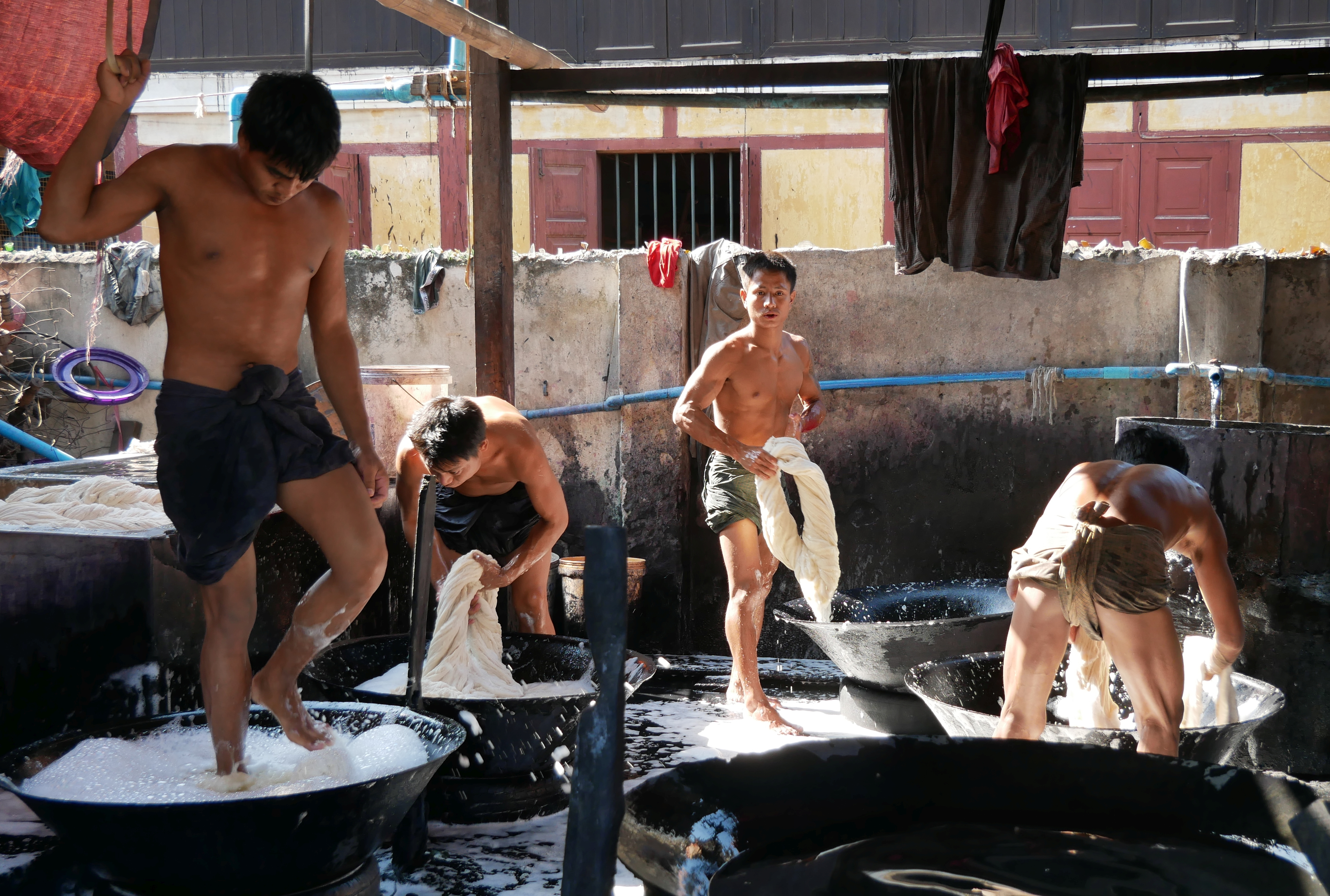
Waschen von Baumwolle vor dem Färben in einer Weberei
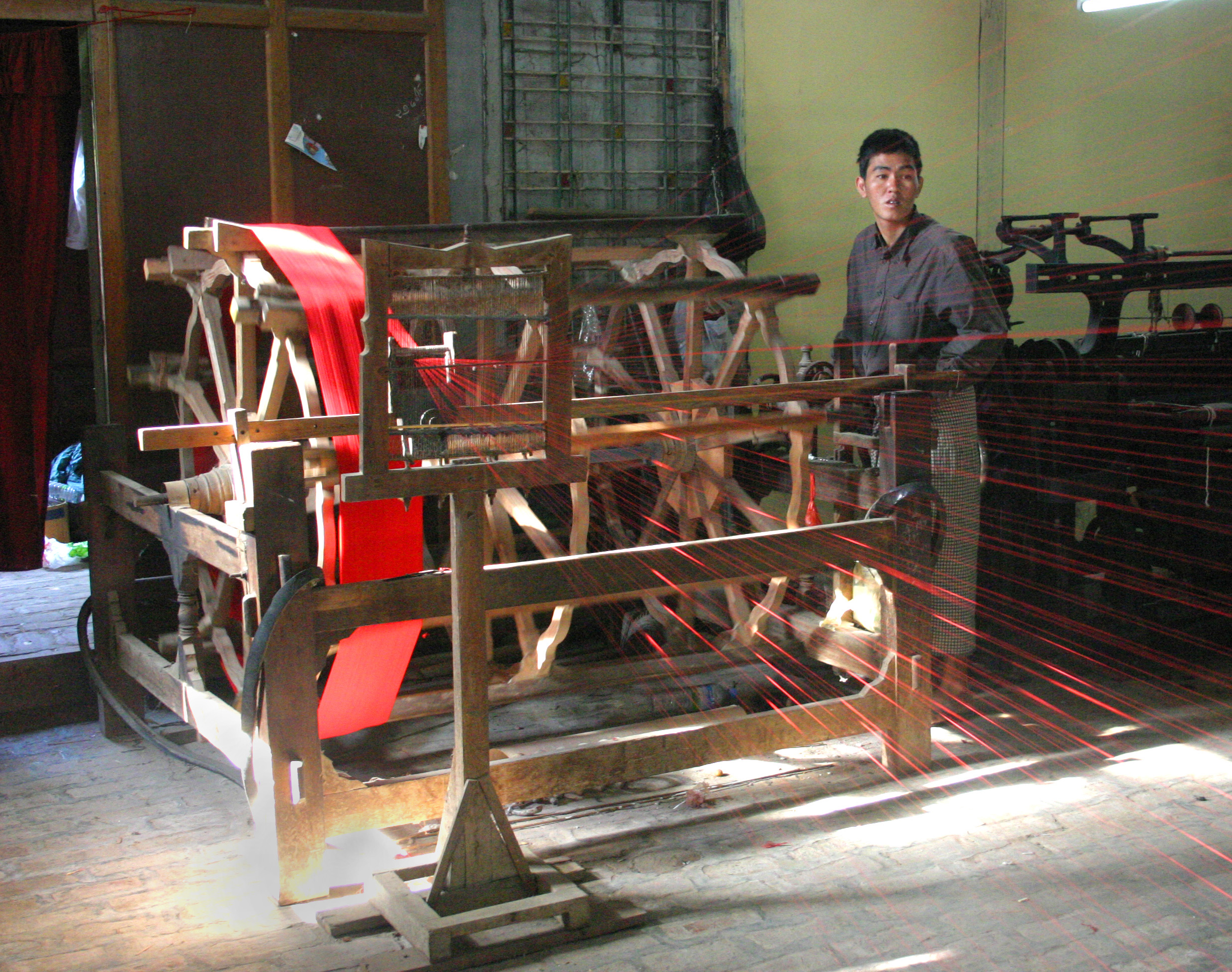
Seidenspinnerei
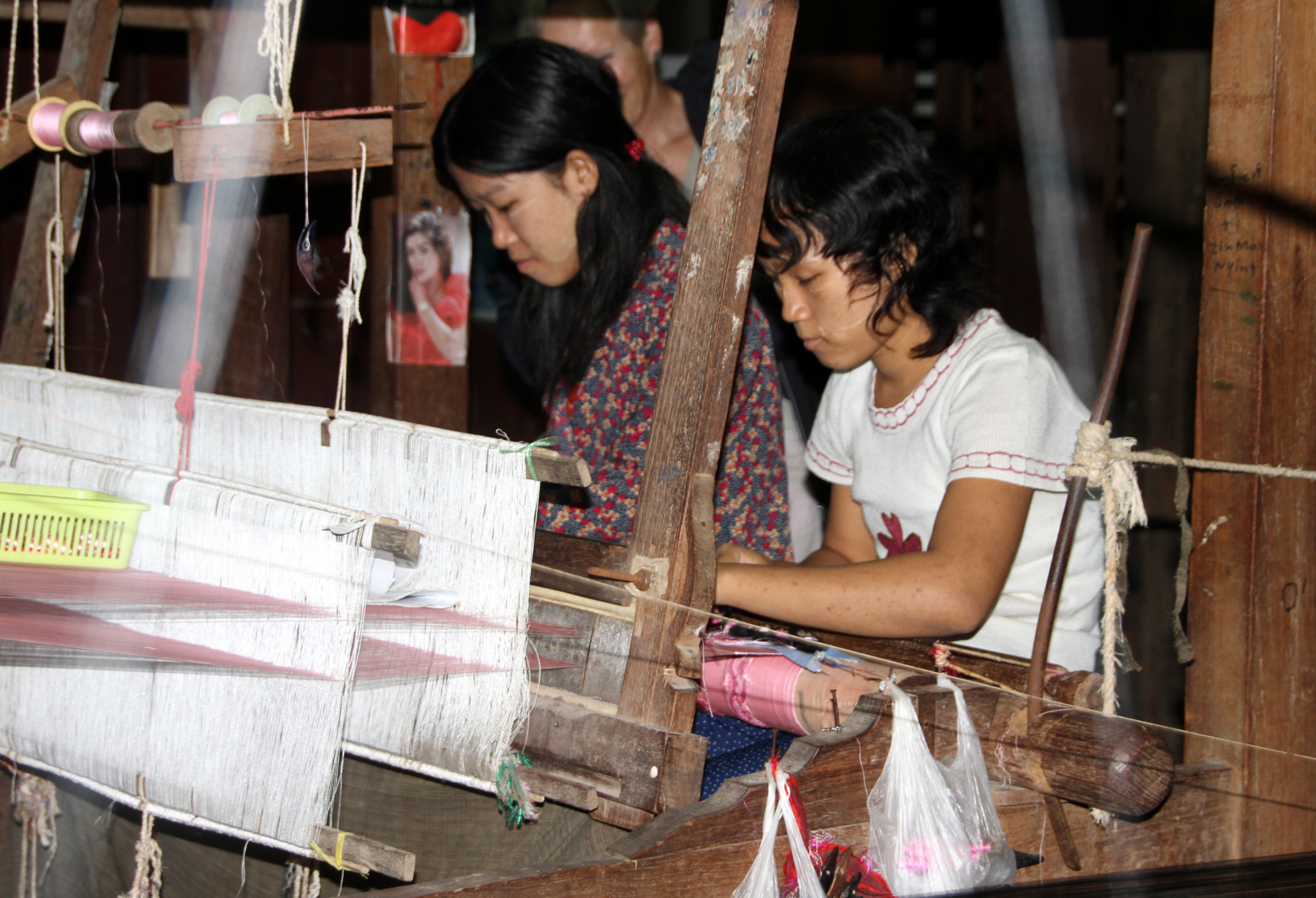
Seidenweberei
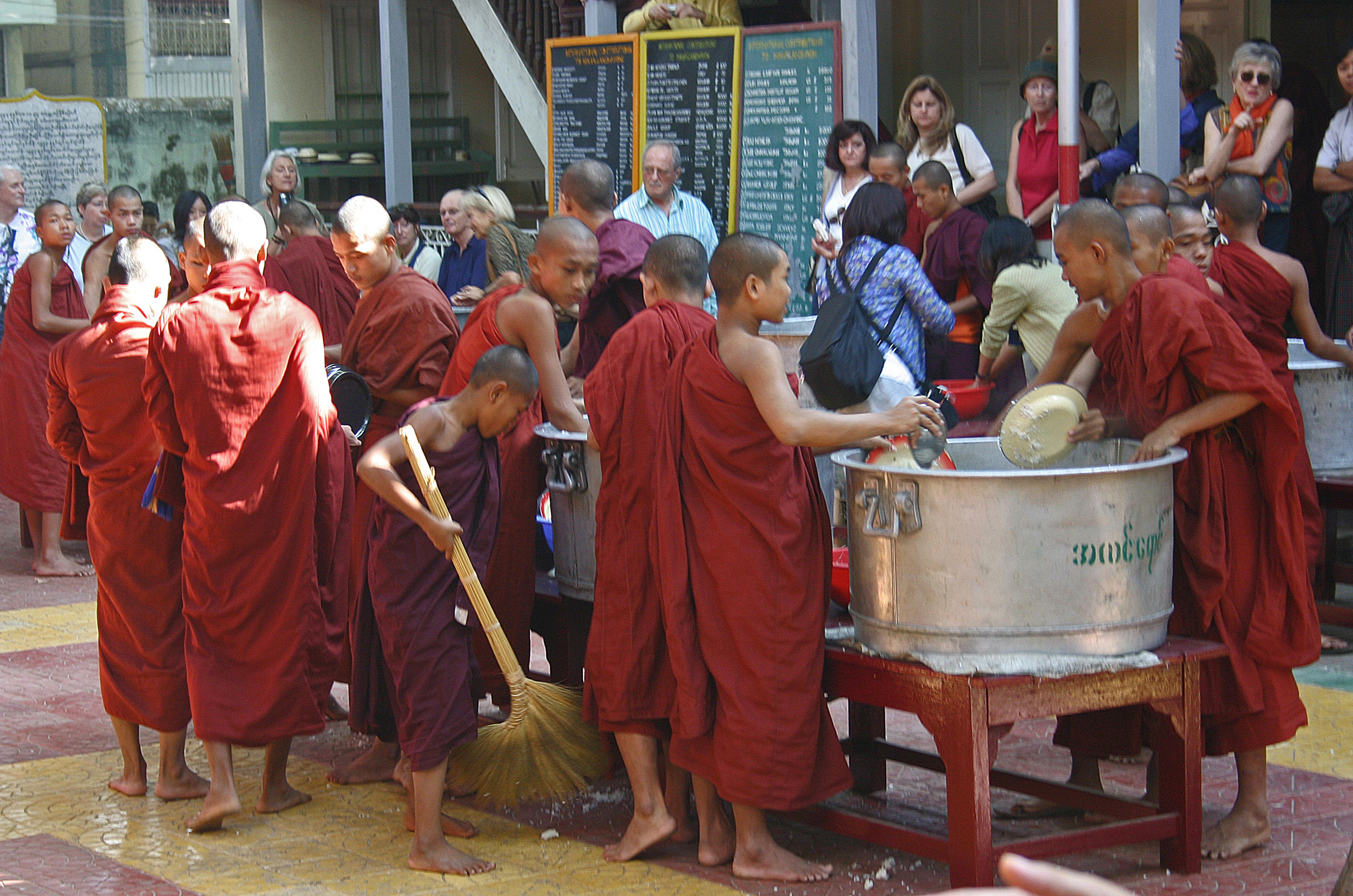
Mahagandayon-Kloster

## Söhne und Töchter der Stadt
- Mindon Min (1808–1878), König von Birma
- Kyaw Ko Ko (* 1992), myanmarischer Fußballnationalspieler
- Arkar Naing (* 1993), myanmarischer Fußballspieler
- Nanda Kyaw (* 1996), myanmarischer Fußballspieler
- Lwin Moe Aung (* 1999), myanmarischer Fußballspieler